# Nova Kaledonija
Nova Kaledonija (francosko: Nouvelle-Calédonie, kanaško: Kanaky) je otočje v jugozahodnem Tihem oceanu. Ozemlje ima od leta 1998 status francoske ozemeljske skupnosti sui generis (med letoma 1956 in 1998 je imela status čezmorskega teritorija). Ime Nove Kaledonije izhaja iz latinskega imena za Škotsko. Glavno mesto je Nouméa.
Otočje sta v prvi polovici 19. stoletja naselili tako Združeno kraljestvo kot Francija, leta 1853 pa je postal francoska last. Po letu 1864 so ga štiri desetletja uporabljali kot kazensko kolonijo.
Notranje politično dogajanje je zapleteno zaradi avtohtone melanezijske etnične skupine Kanak, ki so sedaj v manjšini (okoli 44 %), zaradi upada prebivalstva in priseljevenja za časa francoske oblasti. Ostalo prebivalstvo predstavljajo potomci Francozov, ki so znani kot caldoches (ednina caldoch, -e), in majhna vzhodnoazijska manjšina.
Navduševanje za neodvisnost je začel Fronte de Liberation Nationale Kanak Socialiste (kratica FLNKS) leta 1985. FLNKS, ki jo je vodil pokojni Jean Marie Tjibaou, si je prizadevala za neodvisno državo 'Kanaky'. Nemir je vodil v dogovor o povečanju avtonomije v Soglasju iz Matignona leta 1988 in iz Noumee leta 1998. Leta 2018 je bil izpeljan prvi referendum o neodvisnosti, ta je doživel ponovitev še v letih 2020 in 2021, kjer so prebivalci dokončno zavrnili samostojnost.
Spori - mednarodni: Matejeve in Hunterjeve otoke si lastita tako Francija kot Vanuatu.